# 卡比·拉梅
卡巴内·塞里涅·“卡比”·拉梅（法語：Khabane Serigne "Khaby" Lame，發音：[kabi lame]；2000年3月9日—），暱称面瘫哥、無奈哥，曾在TikTok吐槽一系列五分钟DIY的生活妙招而躍身网红。截至2023年1月，拉梅是TikTok全平台粉絲數最高的用戶。

## 早年生活
卡比·拉梅于2000年3月9日出生在塞内加尔，他的家庭在他一岁时搬到了位于意大利基瓦索的一个公营住宅区。